# Trockengewicht (Kraftfahrzeug)
Als Trockengewicht bezeichnet man in der Kraftfahrzeugtechnik die Masse eines Fahrzeugs ohne Betriebsstoffe wie Kraftstoff, Motoröl, Kühlwasser, Bremsflüssigkeit, Kältemittel und andere. Das Trockengewicht unterscheidet sich vom Leergewicht dadurch, dass dieses den betriebsbereiten Zustand betrifft; dazu werden die Betriebsstoffe und je nach Fahrzeugtyp auch der Fahrer miteinbezogen.